# Caviola
Caviola è una frazione del comune di Falcade.

## Geografia fisica
Il paese si trova in Valle del Biois nella provincia di Belluno, nella regione Veneto. Sorge a 1090 metri sul livello del mare.
Adagiato in una zona prativa, lungo l'ultimo tratto del torrente Tegosa, affluente di sinistra del Biois, è chiuso a nord dalla catena delle Cime d'Auta.

## Etimologia
Anticamente il luogo era indicato col nome Maso di Salpian, cioè maso "su al piano".
Sul nome successivo, Caviola, sono state proposte diverse etimologie.
Secondo lo studioso Silvio Pellegrini:
- il nome potrebbe essere collegato con il tipo Cavià, Caviazza, Caviette
- il toponimo Caviola può trarre origine da gente feltrina che portava tale nome personale e che si trasferì in Val Biois. Pellegrino Caviola detto il Feltrino è attestato a Caviola dal 1572 al 1629, assieme ad un Ambros Caviola della Villa di Limana, che muore nel 1633 in una cascina di Valfredda

Secondo lo studioso Giacomo Magliaretta:
- il toponimo deriva forse dal nome personale latino Cavilius, da Antonio Caviola, primo abitatore e fondatore.
- oppure da caveus luogo incavato a semicerchio.

## Storia

### Le Regole
Dopo il Mille, nella valle del Biois, si costituiscono i primi insediamenti stabili.
La popolazione adotta forme di organizzazione sociale democratiche: le Regole.
L'assemblea dei capifamiglia, con pari dignità, amministra i beni pubblici.
Nel Basso Agordino le Regole erano 13, nell'Alto erano 10.
Sappade e Caviola costituivano una Regola autonoma rispetto a quella di Falcade.

### La Repubblica di Venezia
Dagli inizi del '400 il territorio passa sotto il governo della Repubblica di Venezia, che legalizza le strutture sociali già esistenti, concedendo ampie autonomie. L'organismo delle Regole dura fino alla caduta della Repubblica di Venezia nel 1797.

### Invasioni
Nel Cinquecento e nel Seicento la Valle del Bios è più volte saccheggiata da invasori penetrati nella valle attraverso il valico di San Pellegrino:
- nel 1439 passano le truppe del Duca Filippo Maria Visconti in guerra con la Serenissima;
- nel 1487 è la volta dell'esercito di Sigismondo d'Austria;
- dal 1508 al 1510 imperversano gli imperiali di Massimiliano I d'Austria guidati dal condottiero austriaco Leonardo Felzer.

Ogni volta sono incendi, carestie, epidemie, morte e distruzione.

### L'Austria
Nel 1797 Napoleone cede la Repubblica Veneta all'Austria e la dominazione austriaca dura fino al 1866.

### Il Regno d'Italia
Con la Terza Guerra d'Indipendenza il Veneto passa al Regno d'Italia e la Valle del Biois diventa una terra di confine fino alla Prima Guerra Mondiale.

### La seconda guerra mondiale
Il 20 agosto 1944 ebbe inizio la strage della valle del Biois, durante la quale i tedeschi incendiarono l'abitato di Caviola. Stessa sorte toccò alle frazioni di Fregona, Fedèr, Tegosa, Tabiadòn, Garés. Furono uccise una quarantina di persone, fra civili e partigiani. Ogni anno una cerimonia commemorativa pubblica ricorda il terribile evento.
Nel 1974 lo scultore Augusto Murer scolpì un monumento ai martiri dell'eccidio che ora è collocato in piazza Sandro Pertini.

## Antiche testimonianze
Il villaggio viene citato per la prima volta in un documento del 1358.
- 1887. Di Caviola, scrive Ottone Brentari [5] nella sua storica guida:

"Caviola, con la sua bianca chiesetta isolata più verso Ovest" (pag. 152) e ancora
"Caviola (distrutta in parte pochi anni or sono, da un incendio) ove hanno sede la tintoria Cappello e la Società Commerciale, abitanti 440." (pag. 305)
- 1910: Scrive G. Feruglio[6]: "Caviola è costruita in gran parte con case di legno, intorno stanno coltivi di granturco, orzo e patate".

## Calamità naturali
La val Biois fu spesso colpita da disastrose alluvioni che devastavano i paesi: le più gravi furono quelle del 1686 e del 1707, 1966 e l'ultima di Vaia nel 2018.

## Monumenti

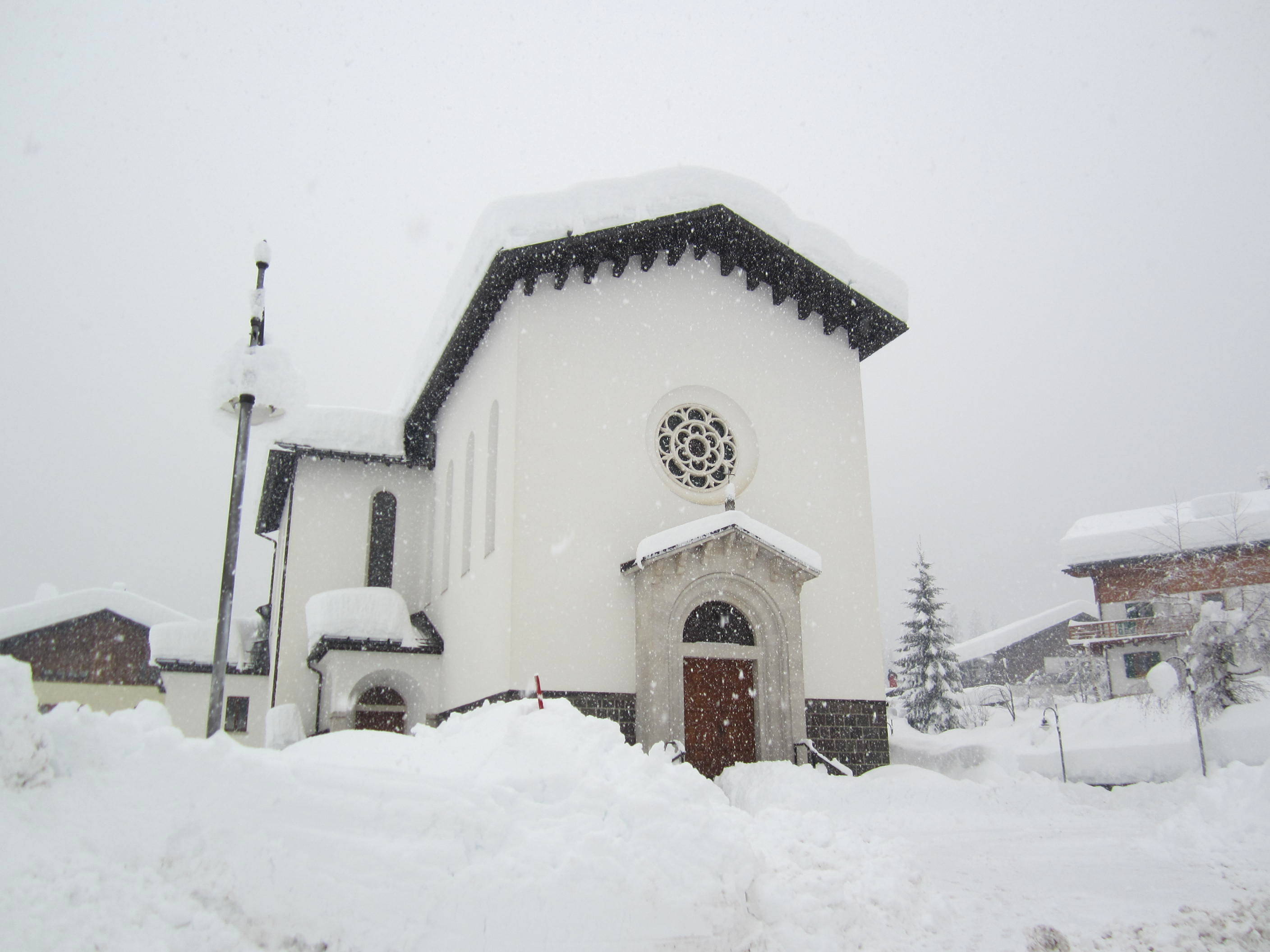
Chiesa parrocchiale di San Pio X

L'antica chiesa della Beata Vergine della Salute domina il paese dall'alto del colle, Colàz, ed è Monumento Nazionale.
Venne edificata fra il 1713 e il 1715, per iniziativa del sacerdote veneziano don Giovanni Olmo. La comunità, rappresentata dalla riunione dei capifamiglia, espressione della Regola di Sappade e di Caviola, approvò il progetto con 52 voti a favore e 4 contrari. Tutti gli abitanti collaborarono alla sua realizzazione e nel 1732 si ebbe la cerimonia della Consacrazione.
L'interno della chiesa custodisce alcune opere di valore artistico:
- L'altar maggiore del Settecento, dell'epoca di costruzione della chiesa.
- La statua della Vergine, realizzata nel 1847, dall'artista gardenese Giovanni Matteo Rungaldini.
- L'altare laterale (proveniente dalla vecchia chiesa della Pieve di Canale d'Agordo) con la pala della Madonna del Rosario  di un seguace di Nicolò de Stefani.
- Un armadio intagliato dallo scultore Giovanni Marchiori, nativo di Caviola.
- Un quadro raffigurante i Santi Patroni della Valle del pittore Pietro Antonio Andrich (1839-1904).

La nuova chiesa parrocchiale, dedicata a San Pio X, è stata inaugurata nel 1958. Di pregevole contiene un Cristo di Dante Moro.

## Località nei dintorni
- Iore [8]
- La cascata di Barezze
- Sappade
- Valt
- Fregona
- Fedèr
- Forcella Lagazzon

## Escursioni
- Lac Negher [9]
- Cime d'Auta Orientali [10]